# Armin Grunwald

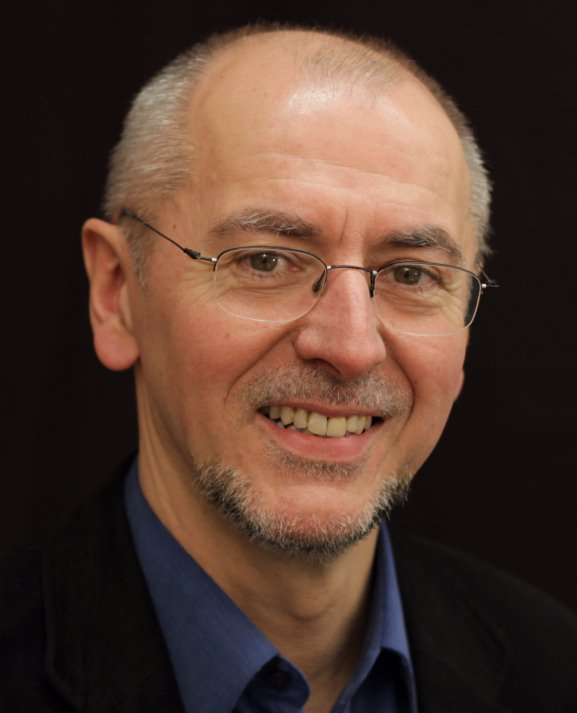
Armin Grunwald

Armin Grunwald (* 20. Juni 1960 in Soest) ist deutscher Physiker, Philosoph und Technikfolgenabschätzer und leitet mehrere deutsche Einrichtungen der Technikfolgenabschätzung.

## Leben
Armin Grunwald studierte Physik, Mathematik und Philosophie. Nach seinem Physik-Diplom 1983 wurde er 1987 mit einer Dissertation in der Theoretischen Festkörperphysik an der Universität zu Köln zum Dr. rer. nat. promoviert. 1998 wurde er an der Philipps-Universität Marburg in Philosophie habilitiert und erhielt die venia legendi in Philosophie an der Universität Marburg. Erstgutachter der Habilitationsschrift war Peter Janich.
Von 1987 bis 1991 war Grunwald Systemspezialist und Projektleiter bei Systems Research Laboratories GmbH, Köln, von 1991 bis 1995 wissenschaftlicher Mitarbeiter in der Hauptabteilung Systemanalyse Raumfahrt im Deutschen Zentrum für Luft- und Raumfahrt, 1995 stellvertretender Referatsleiter in der Geschäftsstelle des Wissenschaftsrates und von 1996 bis 1999 stellvertretender Direktor der Europäischen Akademie zur Erforschung von Folgen wissenschaftlich-technischer Entwicklungen in Bad Neuenahr-Ahrweiler. Seit Oktober 1999 leitet er die größte Einrichtung für Technikfolgenabschätzung in Deutschland und weltweit, das Institut für Technikfolgenabschätzung und Systemanalyse (ITAS) in Karlsruhe, seit 2002 auch die parlamentarische TA-Einrichtung Deutschlands, das Büro für Technikfolgen-Abschätzung beim Deutschen Bundestag (TAB). 2007 übernahm er außerdem den Lehrstuhl für Technikphilosophie und Technikethik am Karlsruher Institut für Technologie (KIT).

## Wirken

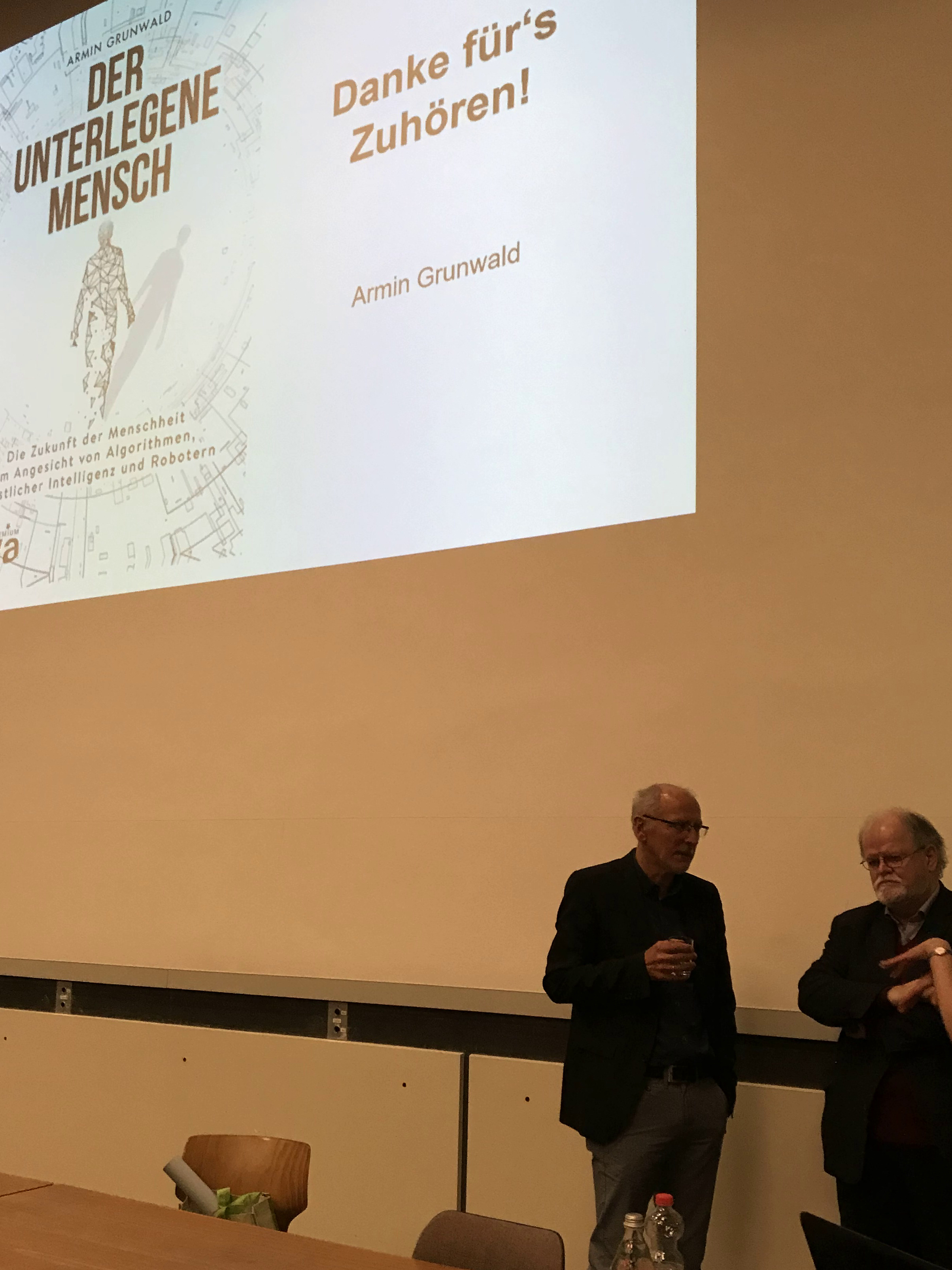
Diskussion nach Grunwald's Vortrag Machen wir uns mit der Digitalisierung selbst überflüssig?, 2019 Universität Freiburg zusammen mit Werner Frick.

Die Lehr- und Forschungsschwerpunkte von Grunwald sind die Theorie der Technikfolgenabschätzung, Ethik der Technik, Konzeptionen der Nachhaltigkeit sowie Nanotechnologie und Gesellschaft.
Neben der Programmleitung „Technologie, Innovation und Gesellschaft“ (TIG) External Link des Karlsruher Instituts für Technologie (KIT) ist er Sprecher des Programms „Technologie, Innovation und Gesellschaft“ der Helmholtz-Gemeinschaft und Sprecher des Schwerpunkts „Mensch und Technik External Link“ des Karlsruher Instituts für Technologie (KIT).
Grundwald ist Mitglied im Präsidium der Deutschen Akademie der Technikwissenschaften acatech sowie Mitglied des Nachhaltigkeitsbeirats des Landes Baden-Württemberg. Er ist Mitglied des Beirats des Netzwerks der deutschsprachigen Technikfolgenabschätzungs-Community (NTA) und Beirat des Programms des Bundesministeriums für Bildung und Forschung „Innovations- und Technikanalyse“. Er hat den Vorsitz des International Advisory Board zum Programm „Responsible Innovation“ der Netherlands Science Foundation inne. er ist Mitglied im Programmrat des Futurium Berlin.
Von 2014 bis 2016 als Vertreter der Wissenschaft Mitglied in der Kommission Lagerung hoch radioaktiver Abfallstoffe (Endlagerkommission) gemäß § 3 Standortauswahlgesetz. und Mitglied der Ethik-Kommission für autonomes und vernetztes Fahren des Bundesverkehrsministerium (2016–2017). Er ist Ko-Vorsitzender des Nationalen Begleitgremiums zur Unterstützung der Suche nach einem Endlager für hoch radioaktive Abfälle und Mitglied im Wissenschaftlichen Beirat des Bundesinstituts für Risikobewertung.

## Schriften (Auswahl)
Armin Grunwald hat zahlreiche Artikel und Bücher verfasst. Eine Auswahl:
- Technikfolgenabschätzung – Eine Einführung. Zweite, grundlegend überarbeitete erweiterte Auflage. Berlin: edition sigma 2010 (Gesellschaft – Technik – Umwelt, Neue Folge 1), ISBN 978-3-89404-950-8
- Mit Jürgen Kopfmüller: Nachhaltigkeit.  Campus, Frankfurt am Main/New York 2006; 2., aktualisierte Auflage 2012, 3., aktualisierte und erweiterte Auflage 2022, ISBN 978-3-593-39397-1
- Hrsg. mit Justus von Hartlieb: Ist Technik die Zukunft der menschlichen Natur? 36 Essays, Hannover 2012, ISBN 978-3-86525-095-7
- Ende einer Illusion. Warum ökologisch korrekter Konsum die Umwelt nicht retten kann, München 2012, ISBN 978-3-86581-309-1
- Hrsg. Handbuch Technikethik, Stuttgart 2013, ISBN 978-3-476-02443-5
- Nachhaltigkeit verstehen – Arbeiten an der Bedeutung nachhaltiger Entwicklung, oekom verlag, München 2016, ISBN 978-3-86581-821-8
- Der unterlegene Mensch – Die Zukunft der Menschheit im Angesicht von Algorithmen, künstlicher Intelligenz und Robotern, Riva Verlag, München 2019, ISBN 978-3-7423-0718-7